# Saison 16 de Camping Paradis
Chronologie
Saison 15
Cet article présente les épisodes de la seizième saison de la série télévisée Camping Paradis.

## Distribution

### Acteurs principaux
- Laurent Ournac : Tom Delormes, le propriétaire du camping
- Thierry Heckendorn : André Durieux, le régisseur
- Patrick Guérineau : Xavier Proteau, le barman et le responsable des sports
- Candiie : Audrey Dukor, la responsable d'accueil et de la supérette
- Patrick Paroux : Christian Parizot, le vacancier grincheux
- Juliette Chêne : Stéphanie, infirmière en ville et compagne de Tom (épisodes 1 à 3)

## Liste des épisodes

### Épisode 1:Les enfants d'abord
- Belgique : 25 mai 2025 sur RTL TVI
- Suisse : sur RTS Un
- France : 7 juillet 2025 sur TF1

- France : 3,77 millions de téléspectateurs, soit 22,8 % (première diffusion)[2]

- Mélanie Maudran : Marie
- Youri Filstein-Dando : Julien
- Victor Valverde : Léo
- Piérick Tournier : Vincent
- Lia Mouchenik : Camille
- Violette Martin : Cannelle
- Hubert Roulleau : Joseph
- Carole Brana : Typhaine
- Helena Arlaud Vachino : Léa

### Épisode 2:Coup de théâtre au camping
- Belgique : 1er juin 2025 sur RTL TVI
- Suisse : sur RTS Un
- France : 14 juillet 2025 sur TF1

- France : 2,88 millions de téléspectateurs, soit 19,6 % (première diffusion)[3]

- Pierre Deny : Jean-Paul Vanel
- Thomas Da Costa : Théo Daubigny
- Éric Geynes : Éric
- Clémence Lassalas : Manon
- Gari Kikoïne : Antoine
- Caroline Chirache : Julie Daloz
- Marylou Salvatori : Isabelle

### Épisode 3:Grains de sable au Paradis
- Belgique : 17 août 2025 sur RTL TVI
- Suisse : sur RTS Un
- France : 18 août 2025 sur TF1

- France : 3,02 millions de téléspectateurs, soit 19,7 % (première diffusion)[4]

- Véronique Jannot : Madeleine
- Sabine Perraud : Lydia
- Nicolas Carpentier : Jonathan
- Claire-Lise Lecerf : Amélie
- Michaël Maïno : Martin
- Élisa de Lambert des Granges : Rose
- Célia Diane : Pauline
- Augustin Bonhomme : Cyril

- Cet épisode marque le départ de Juliette Chêne qui interprète Stéphanie, la petite amie de Tom et mère de sa fille après 5 saisons.

### Épisode 4:Retour de flamme au Paradis
- Belgique : sur RTL TVI
- Suisse : sur RTS Un
- France : sur TF1

- Géraldine Lapalus
- Marie Fugain
- Alexis Loret

- Le tournage de cet épisode dure du 12 mai au 5 juin 2025.
- Géraldine Lapalus qui incarne Amandine Joubert durant les sept premières saisons, fait son retour le temps d'un épisode pour la première fois depuis 2018.

### Épisode 5:Pâtisserie au camping
- Belgique : sur RTL TVI
- Suisse : sur RTS Un
- France : sur TF1

- Le tournage de cet épisode s'étend jusqu'au 5 juillet 2025.